# Cabo Froward
El cabo Froward, antiguamente llamado Morro de Santa Águeda, es el punto más austral de la masa continental de América. El cabo Froward se encuentra en Chile, en la península de Brunswick,  Región de Magallanes y de la Antártica Chilena, en el tramo medio del estrecho de Magallanes, a 30 km al suroeste del Fuerte Bulnes y a 90 km al suroeste de Punta Arenas.
Fue el corsario inglés Thomas Cavendish, en enero de 1587, quien bautizó el lugar, a raíz del clima extremadamente hostil, con fuertes vientos y lluvias. El nombre significa bravo, hostil o incontrolable.
En la cumbre del cabo fue construida una gran cruz metálica, llamada Cruz de los Mares, en homenaje a la visita del Papa Juan Pablo II a Chile, en 1987. Aunque fue construida por primera vez en 1913, y otras varias veces debido a las desfavorables condiciones climáticas.
La cruz indica el último lugar de América, el cabo Froward aparece como uno de los atractivos más cotizados por sus características australes y por su biodiversidad ecológica. Es un escenario apto para las prácticas deportivas y el deleite del turismo junto a la naturaleza. En el año 2009, la carrera de expedición y aventura, Patagonian Expedition Race, finalizó en la cruz de los Mares después de una ruta de 600 kilómetros.

## Clima
El clima es templado, frío y lluvioso sin estación seca, pero con microclimas. Las temperaturas promedian anualmente los 8 °C, pero en verano varían entre los 10 °C y 18 °C. Las precipitaciones promedian los 450 mm al año.

## Importancia histórica
En el Archivo General de Indias es conservado un manuscrito del primer delineador del Depósito Hidrográfico de la Corona de España, el teniente de navío Andrés Baleato. Creado por una real cédula, termina con tres notas, en la segunda de las cuales enuncia:

En la costa setentrional del Estrecho de Magallanes está el Morro de Santa Águeda o Cabo Froward, desde el cual corre hacia Norte la Cordillera de los Andes y divide a la tierra patagónica en oriental y occidental. La oriental siempre se consideró del Virreinato de Buenos Aires hasta el Estrecho de Magallanes, sin embargo de no tener más establecimientos que hasta el Río Negro y la Guardia de la Bahía de San José. La Patagonia occidental pertenecía al Reino de Chile hasta el mismo Estrecho de Magallanes, no obstante que las conversiones de indios no pasaban de lo más Sud del Archipiélago de Chiloé con algunas entradas que hacían los misioneros en el Archipiélago de Guaytecas o de Chonos. La tierra del Fuego no tuvo establecimientos ni conversiones pertenecientes a Buenos Aires ni a Chile y su separación del continente por el Estrecho de Magallanes hacía imaginaria su pertenencia.
Andrés Baleato, Descripción geográfica del Virreinato del Río de la Plata (1803).

## Punto más austral de América
Hay un debate sobre cuál merece ser considerado el punto más austral de América, siendo posibles tres opciones, las que aquí se presentan ordenadas desde la ubicada más al norte a la más al sur:
- Cabo Froward es el punto más austral de la masa continental de América, es decir, unido directamente al resto del continente, sin cruzar brazos de mar. Pertenece a la comuna de Punta Arenas.

- Cabo de Hornos es el punto más austral de la tierra asociada tradicionalmente a América, ya que allí terminan las islas costeras. En su acepción común, la zona continental incluye también las islas pequeñas situadas a corta distancia de la costa, pero no las que están separadas por brazos de mar importantes. Pertenece a la Comuna de Cabo de Hornos.

- Islote Águila en el archipiélago de las islas Diego Ramírez es el punto más austral de la placa continental de América. Desde una perspectiva científica, el continente también incluye las islas vinculadas a las placas continentales. También pertenece a la Comuna de Cabo de Hornos.